# طريقة كوازي-نيوتن
في التحليل العددي، طريقة كوازي-نيوتن هي طريقة عددية تكرارية تُستخدم إما لإيجاد الأصفار أو لإيجاد القيم القصوى والدنيا المحلية للدوال من خلال صيغة تكرارية تشبه إلى حد كبير صيغة طريقة نيوتن، إلا أنها تستخدم تقريبات مشتقات الدوال بدلاً من المشتقات الدقيقة. تتطلب طريقة نيوتن استخدام مصفوفة ياكوبية لجميع المشتقات الجزئية لدالة متعددة المتغيرات عند استخدامها للبحث عن الأصفار أو مصفوفة هيسيان عند استخدامها لإيجاد القيم المتطرفة. من ناحية أخرى، يمكن استخدام طرق كوازي-نيوتن عندما تكون مصفوفات ياكوبية أو مصفوفات هيسيان غير متاحة أو غير عملية الحساب في كل تكرار.
يمكن أيضًا اعتبار بعض الطرق التكرارية التي ترجع إلى طريقة نيوتن، مثل البرمجة التربيعية المتسلسلة على أنها من طرق كوازي-نيوتن.

## البحث عن الأصفار: إيجاد الجذر
تُعطى طريقة نيوتن لإيجاد أصفار الدالة {\displaystyle g} من المتغيرات المتعددة بالمعادلة {\displaystyle x_{n+1}=x_{n}-[J_{g}(x_{n})]^{-1}g(x_{n})}، حيث {\displaystyle [J_{g}(x_{n})]^{-1}} هو المعكوس الأيسر لمصفوفة ياكوبية {\displaystyle J_{g}(x_{n})} حيث تقيّم قيمة {\displaystyle g} لـ {\displaystyle x_{n}}.
بالمعنى الدقيق للكلمة، أي طريقة تحل محل طريقة ياكوبية الدقيقة {\displaystyle J_{g}(x_{n})} مع التقريب هي طريقة كوازي-نيوتن. على سبيل المثال، استبدال طريقة الوتر (حيث {\displaystyle J_{g}(x_{n})} بـ {\displaystyle J_{g}(x_{0})} (بالنسبة لجميع التكرارات) هو مثال بسيط. تشير الطرق الموضحة أدناه للتحسين إلى فئة فرعية مهمة من طرق شبه نيوتن، وهي طرق المقطع.
إن استخدام الطرق التي طوّرت لإيجاد القيم القصوى من أجل إيجاد على الأصفار ليس دائمًا فكرة جيدة، حيث تتطلب غالبية الطرق المستخدمة لإيجاد القيم القصوى أن تكون المصفوفة المستخدمة متماثلة. في حين أن هذا ينطبق على سياق البحث عن القيم المتطرفة، فإنه نادرًا ما ينطبق عند البحث عن الأصفار. تستخدم طريقتا "الجيد" و"السيئ" لبرودين بشكلٍ شائعٍ للعثور على القيم المتطرفة والتي يمكن تطبيقها أيضًا للعثور على الأصفار. ومن الطرق الأخرى التي يمكن استخدامها طريقة تحديث العمود، وطريقة تحديث العمود العكسي، وطريقة المربعات الصغرى كوازي-نيوتن، وطريقة المربعات الصغرى العكسية كوازي-نيوتن.
وفي الآونة الأخيرة، طبّقت أساليب كوازي-نيوتن لإيجاد حل لأنظمة معادلات مقترنة متعددة (على سبيل المثال مشاكل تفاعل السوائل والبنية أو مشاكل التفاعل في الفيزياء). فهي تتيح إيجاد الحل عن طريق حل كل نظام مكون على حدة (وهو أبسط من النظام العالمي) بطريقة دورية تكرارية إلى أن يتم إيجاد حل النظام الشامل.